# Duodenal switch
O procedimento duodenal switch (DS), também conhecido como derivação biliopancreática por duodenal switch (BPD-DS) ou redução gástrica duodenal switch (GRDS), é um tipo de intervenção cirúrgica realizada para tratamento de alguns casos de obesidade.
A parte restritiva da cirurgia envolve a remoção de cerca de 70% do estômago ao longo da curvatura maior.
Entre as desvantagens desse procedimento cirúrgico estão no fato de ser invasivo e complicado e  também de mostrar uma má absorção subsequente de várias vitaminas e de proteínas. 